# Sentinel-2B
O Sentinel-2B é um satélite europeu de imagem óptica lançado em 7 de março de 2017. É o segundo satélite Sentinel 2 lançado como parte do Programa Copernicus da Agência Espacial Européia. Sua órbita é de 180° em relação ao Sentinel-2A. O satélite carrega um gerador de imagens multiespectrais de alta resolução com 13 bandas espectrais. Ele fornece informações para agricultura e silvicultura, entre outras, permitindo a previsão do rendimento das culturas.

## História da missão
Um contrato de €105 milhões para a construção do satélite foi assinado em março de 2010 pelo Diretor dos Programas de Observação da Terra da ESA e pelo CEO da Astrium Satellites. Foi concluído em junho de 2016, e o satélite foi transportado para o Centro Europeu de Pesquisa e Tecnologia Espacial (ESTEC) para testes.

### Lançamento
A espaçonave chegou ao Centro Espacial da Guiana em 6 de janeiro de 2017 para operações de pré-lançamento.
O lançamento ocorreu às 01:49:24 (UTC) em 7 de março de 2017 a bordo do voo VV09 do foguete Vega. O satélite entrou em sua órbita alvo às 02:47:21 UTC.